# Dīmītrīs Demertzīs
Dīmītrīs Demertzīs (in greco: Δημήτρης Δεμερτζής; fl. XX secolo) è stato un calciatore greco di ruolo portiere.

## Carriera

### Nazionale
Fece parte della nazionale greca che partecipò ai Giochi olimpici di Anversa, nel corso della competizione, tuttavia, non disputò neanche un incontro.